# Statul Ecuatoria de Est
Statul (vilaietul) Ecuatoria de Est este una dintre cele 10 unități administrativ-teritoriale de gradul I ale Sudanului de Sud. Reședința sa este orașul Torit.